# Ministr pro záležitosti Jeruzaléma
Ministr pro záležitosti Jeruzaléma (hebrejsky שר לענייני ירושלים‎, sar le-injanej Jerušalajim) je portfolio v rámci izraelské vlády. Vzniklo 27. listopadu 1990 během vlády Jicchaka Šamira, kdy post náměstka zastával Avraham Verdiger. De facto však byl prvním ministrem Avner Šaki, který zastával od roku 1988 post ministra bez portfeje zodpovědného za záležitosti Jeruzaléma. Funkci zrušil k 31. prosinci 1992 premiér Jicchak Rabin (toho času i ministr pro záležitosti Jeruzaléma).

## Dějiny ministerstva
Ministerstvo bylo obnoveno v roce 2001 během vlády Ariela Šarona. O čtyři roky později bylo portfolio převedeno zpět pod zodpovědnost ministra bez portfeje. Opětovně obsazen byl tento post v březnu 2013, od té doby je do roku 2015 a od roku 2016 do května 2020 zastával Naftali Bennett ze strany Židovský domov. Mezitím, v letech 2015-2016, byl Ze'ev Elkin, poslanec za stranu Likud, ministrem pro záležitosti Jeruzaléma. Od 17. května 2020 úřaduje Rafi Perec ze strany Židovský domov jako ministr na tomto vládním postu.

## Seznam ministrů
| ministr         | strana                    | vláda    | funkční období         | poznámka |
| --------------- | ------------------------- | -------- | ---------------------- | -------- |
| Avner Šaki      | Národní náboženská strana | 23.      | 27/12/1988 - 11/6/1990 |          |
| Jicchak Šamir   | Likud                     | 24.      | 27/11/1990 - 13/7/1992 |          |
| Jicchak Rabin   | Strana práce              | 25.      | 13/7/1992 - 31/12/1992 |          |
| Eli Suisa       | Šas                       | 29.      | 7/3/2001 - 23/5/2002   |          |
| Eli Suisa       | Šas                       | 29.      | 3/6/2002 - 28/2/2003   |          |
| Natan Šaransky  | nebyl poslancem           | 30.      | 3/3/2003 - 4/5/2005    | [ p 1 ]  |
| Chajim Ramon    | Strana práce              | 30.      | 10/1/2005 - 23/11/2005 |          |
| Ja'akov Edri    | Kadima                    | 31.      | 4/5/2006 - 4/7/2007    |          |
| Naftali Bennett | Židovský domov            | 33., 34. | 18/3/2013 – 2015       |          |
| Ze'ev Elkin     | Likud                     | 35.      | 2015 - 2016            |          |
| Naftali Bennett | Židovský domov            | 36.      | 2016 - 5/2020          |          |
| Rafi Perec      | Židovský domov            | 37.      | 5/2020 – současnost    |          |

### Seznam náměstků
| náměstek         | strana          | vláda | funkční období         |
| ---------------- | --------------- | ----- | ---------------------- |
| Avraham Verdiger | Agudat Jisra'el | 24.   | 27/11/1990 - 13/7/1992 |